# Маркс, Генрих

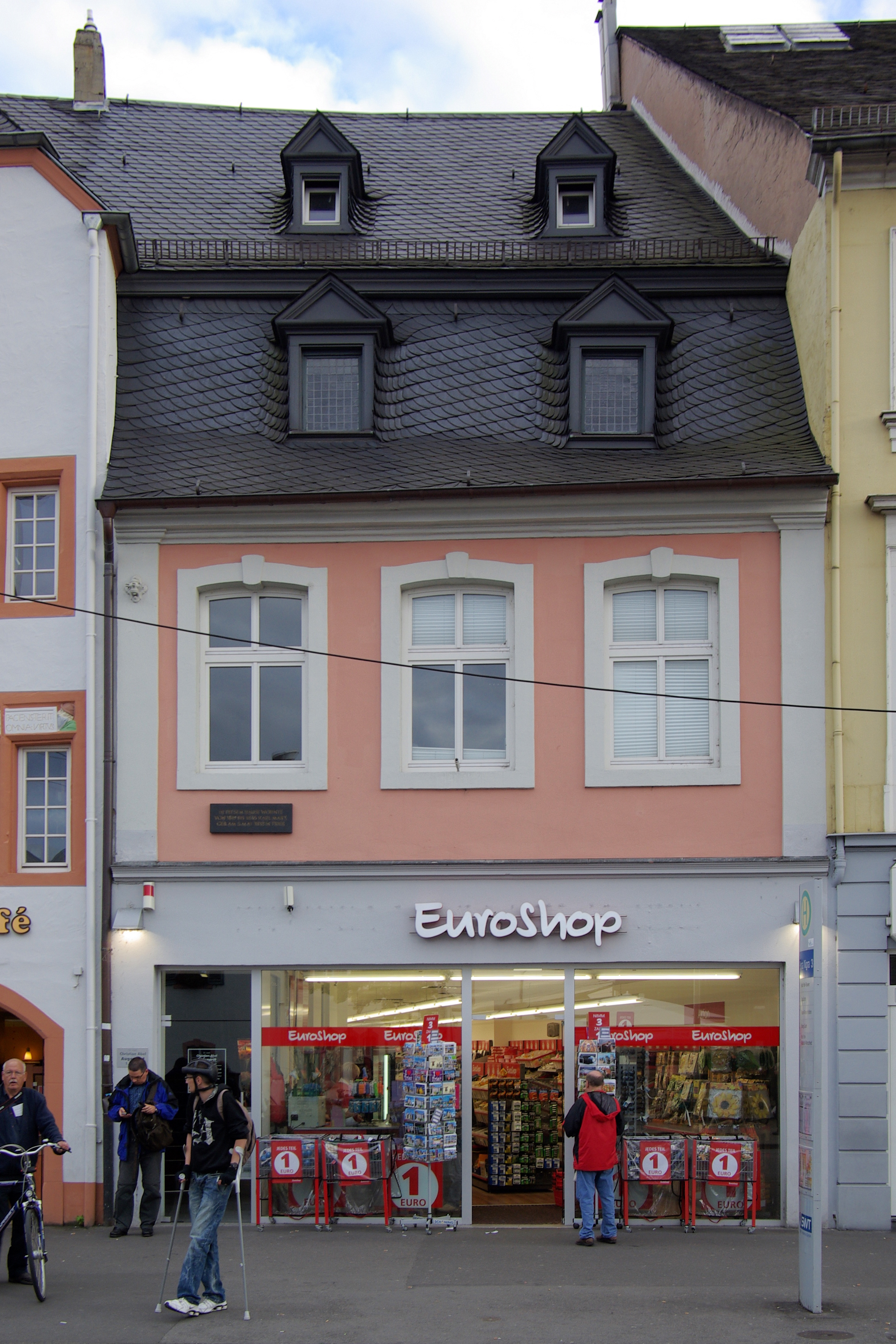
Дом семьи Маркс с 1819 г.

Ге́нрих Маркс (нем. Heinrich Marx, имя при рождении — Хершел Леви Мордехай, нем. Herschel Levi Mordechai; 15 апреля 1777 года, Зарлуи, Франция (ныне Германия) — 10 мая 1838 года, Трир, Рейнская область, Пруссия) — прусский юрист еврейского происхождения, зажиточный адвокат, глава многочисленной семьи, отец философа и экономиста Карла Маркса.

## Биография
Генрих Маркс родился под именем Хершел Леви Мордехай (Herschel Levi Mordechai) в семье Маркса Леви Мордехая (Marx Levi Mordechai, 1746—1804, родился в Постолопрти) и Евы Лвов (Eva Lwow, 1757—1823, уроженка Ансбаха). Его отец был трирским раввином, каким позже стал и его старший брат Самуэль (1775—1828). Его мать была тоже из раввинской семьи.
В 1814 году окончил своё обучение по специальности «юриспруденция», занял должность судебного советника и в том же году женился на Генриетте Пресбург (нем. Henriette Pressburg, нидерл. Henrietta Presborck) из Нимвегена, нынешнего Неймегена, Нидерланды. Генриетта также происходила из раввинской семьи, но с венгерскими корнями. Её сестра, Софи Пресбург, вышла замуж за голландского фабриканта Лиона Филипса (Lion Philips, 1794—1866), внук которого Жерар Филипс (Gerard Philips, 1858—1942) основал в 1891 году компанию Philips.
Пока Трир находился под властью Франции, иудаизм не был препятствием ни для образования, ни для работы. Но в следующем 1815 году решением Венского конгресса Трир перешёл к прусской короне, а в тогдашней Пруссии иудей не мог занимать юридические или государственные должности, что создало большие проблемы для семьи молодого юриста. За него хлопотали коллеги, в том числе председатель Верховного суда провинции, но министр юстиции Пруссии отказался делать исключения. В 1817 году Хершел Леви принял лютеранство (государственную религию Пруссии) и был крещён под новым именем Генрих Маркс. Переход в христианство позволил остаться на государственной юридической службе. Его дети, в том числе родившийся в 1818 году сын Карл, крестились в 1824 году, жена приняла христианство в 1825 году после смерти своих родителей, которые, как семья раввинов, были против такого шага.
Как широко образованный и талантливый юрист, Генрих Маркс пользовался большим авторитетом, заняв должность адвоката при высшем апелляционном суде в Трире; был старшиной трирской корпорации адвокатов. Воспитанный на идеях французского Просвещения и философского рационализма, почитатель Вольтера и Руссо, знаток Локка, Лейбница, Лессинга, Канта, он отличался свободомыслием и религиозным вольнодумством. Примыкал к оппозиционно-либеральным кругам городской интеллигенции. В январе 1834 произнес в трирском казино речь с критикой абсолютистских порядков и в защиту представительного строя. Дружил с просвещенным советником Людвигом фон Вестфаленом, с дочерью которого Женни был помолвлен его сын Карл.
У Маркса была многочисленная семья — 9 детей, четверо из которых не дожили до полнолетия. Карл был третьим. Старше него были Софи и Герман, а затем следуют: Эдуард, Каролина, Луиза, Эмилия, Генриетте.
К сыну Карлу старший Маркс относился с большой любовью, проявляя, как это видно из сохранившихся писем, большую заботу о его духовном развитии и готовя его к карьере учёного.